# مزرعة سليمان (رباطات)
مزرعة سلیمان (بالإنجليزية: Mazraeh-ye Soleyman)‏ هي منطقة سكنية تقع في إيران في يزد.